# گرگ‌ومیش: سپیده‌دم – قسمت اول
گرگ و میش: سپیده‌دم (به انگلیسی: The Twilight Saga: Breaking Dawn) که بیشتر با نام سپیده‌دم از آن یاد می‌شود، فیلمی‌ست دو قسمتی، محصول سال ۲۰۱۲–۲۰۱۱، در گونه فانتزی رومانتیک به کارگردانی بیل کاندون و بر اساس رمانی به نام سپیده‌دم نوشته استفانی میر. این دو فیلم پایان‌بخش چهارگانهٔ گرگ و میش خواهند بود. هر سه بازیگر اصلی فیلم، کریستن استوارت، رابرت پتینسون و تیلور لاتنر در این فیلم حضور دارند. فیلم گرگ‌ومیش: سپیده‌دم - قسمت دوم ادامهٔ داستان این فیلم است.